# Traitsching
Traitsching est une commune de Bavière (Allemagne), située dans l'arrondissement de Cham, dans le district du Haut-Palatinat.

## Économie
La brasserie Hofmark Brauerei y a ses activités.